# Crux Linux
Crux est une distribution Linux légère, optimisée pour les microprocesseurs x86-64, destinée aux utilisateurs expérimentés.
La distribution est fournie sous forme de paquetages tar.gz de type BSD.
Crux vise principalement la stabilité et la disponibilité des derniers outils.

## Présentation
Crux Linux est une distribution qui a pour vocation d’être minimaliste.
Les développeurs de la distribution essayent de suivre au plus possible le principe de KISS.

## Installation
Crux n’inclut pas de programme d’installation graphique.
À la place, les utilisateurs peuvent utiliser les outils disponibles sur le CD de Crux pour partitionner les disques, créer les systèmes de fichier, installer le système de base à partir des paquets puis installer un noyau (Linux) à la main et une amorce.
Le manuel de Crux favorise LILO, au détriment de GRUB, utilisé sur la plupart des systèmes d’exploitations libres.
Ce manuel explique tout de même comment installer et configurer GRUB.

## Distribution des logiciels
L’équipe de Crux fournit uniquement les logiciels permettant d’avoir un système minimal fonctionnel, incluant : interface graphique, outils de bureautique et de navigation web.
Si l’utilisateur veut des logiciels supplémentaires, il devra les compiler et les installer en utilisant ses propres recettes, ou celles fournies par la communauté de Crux.
Les paquets binaires sont traditionnellement des archives en tar.gz, mais depuis la version 5.35.0 des outils de gestion des paquets de Crux, les pkgutils, l’utilisation de bz2 ou xz est également possible à la place de Gzip.
Ces outils supportent ces fonctionnalités depuis la version 2.7 de Crux.
Le système de ports de Crux est composé d’un arbre de répertoires comportant des fichiers nommés « Pkgfile ».
Ces Pkgfiles sont de simples scripts shells.
L’interpréteur de ces scripts est le plus souvent bash.
À la différence des pkgtools de Slackware, ces scripts ne contiennent que les informations utiles à la construction du logiciel, un outil spécialisé s’occupant ensuite de construire le paquet.
Les outils de gestion de paquets minimaux ne gèrent pas les dépendances.
prt-get est alors utilisé pour pallier ce problème.
D’autres sur-couches aux pkgutils de Crux sont disponibles, en utilisant les ports ou des paquets binaires précompilés.
Les outils de gestion et de construction de paquets à partir des ports de Crux ont été portés sur OpenBSD, pour leur simplicité et leur flexibilité.

## Versions
| Date              | Version |
| ----------------- | ------- |
| 20 janvier 2001   | 0.5     |
| 30 janvier 2001   | 0.5.1   |
| 4 février 2001    | 0.5.2   |
| 11 février 2001   | 0.5.3   |
| 3 mars 2001       | 0.5.4   |
| 11 mars 2001      | 0.6     |
| 6 avril 2001      | 0.7     |
| 10 juin 2001      | 0.8     |
| 7 juillet 2001    | 0.9     |
| 3 octobre 2001    | 0.9.1   |
| 20 janvier 2002   | 0.9.2   |
| 14 avril 2002     | 0.9.3   |
| 12 septembre 2002 | 0.9.4   |
| 14 décembre 2002  | 1.0     |
| 23 mars 2003      | 1.1     |
| 11 août 2003      | 1.2     |
| 6 décembre 2003   | 1.3     |
| 20 février 2004   | 1.3.1   |
| 20 mars 2004      | 2.0     |
| 25 avril 2005     | 2.1     |
| 9 avril 2006      | 2.2     |
| 20 mars 2007      | 2.3     |
| 22 décembre 2007  | 2.4     |
| 18 décembre 2008  | 2.5     |
| 8 septembre 2009  | 2.6     |
| 2 octobre 2010    | 2.7     |
| 25 novembre 2011  | 2.7.1   |
| 24 octobre 2012   | 2.8     |
| 18 janvier 2013   | 3.0     |
| 16 juillet 2014   | 3.1     |
| 22 novembre 2015  | 3.2     |
| 11 février 2017   | 3.3     |
| 12 mai 2018       | 3.4     |
| 11 juin 2019      | 3.5     |
| 8 décembre 2020   | 3.6     |
| 12 décembre 2020  | 3.6.1   |
| 26 septembre 2022 | 3.7     |